# Santa Agnès de Corona
Santa Agnès de Corona (span. Santa Inés) ist ein Ort im Gemeindebezirk (Municipio) Sant Antoni de Portmany auf der spanischen Baleareninsel Ibiza. 2011 lebten 431 Einwohner in dem Ort, der 10 km von Sant Antoni de Portmany entfernt in der Ebene Plà des Corona liegt. Santa Agnès ist touristisch erschlossen durch eine als Mini-Tren bezeichnete Wegebahn, die ab Sant Antoni verkehrt. Die Gegend um Santa Agnès ist bekannt für ihren Reichtum an Mandelbäumen.
In der Nähe des Dorfes befand sich in einem Naturschutzgebiet auf einer Bergkuppe das 3150  Quadratmeter große Anwesen, laut Tageszeitung El País eine Mischung aus Kloster und Schloss, des rumänischen Musikers und Musikproduzenten Michael Cretu und seiner Frau Sandra.
Nach jahrelangem Streit wurde das Anwesen im Mai 2009 komplett abgetragen.

## Feste
- 21. Januar: Patronatsfest